# Linda Cardellini
Linda Cardellini, née le 25 juin 1975 à Redwood City (Californie), est une actrice américaine.
Elle est révélée par le rôle de Lindsay Weir dans la série éphémère Freaks and Geeks (1999-2000). Mais elle confirme surtout cette percée sur le petit écran grâce au rôle de Samantha Taggart dans la série médicale à succès Urgences (2003-2009). Cette notoriété lui permet de décrocher le rôle de Vera Dinkley dans les films Scooby-Doo (2002-2004) et de jouer dans des films tels que LolliLove (2004), Le Secret de Brokeback Mountain (2005), American Gun (2005), Grandma's Boy (2006) et The Lazarus Project (2008).
Elle participe à quelques séries d'animation et fait son retour avec le rôle de Sylvia Rosen, la voisine de Don Draper, dans la série dramatique Mad Men (2013-2015), ce qui lui vaut une proposition pour le Primetime Emmy Award de la meilleure actrice invitée dans une série télévisée dramatique, puis, porte la série thriller Bloodline (2015-2017) dans le rôle de Meg Rayburn. Elle est aussi à l'affiche de la comédie noire de Netflix, Dead to Me (2019-2022) aux côtés de Christina Applegate.
Elle mène, parallèlement, une carrière au cinéma, alternant rôles secondaires et rôles au premier plan dans : Bulletproof Gangster (2011), Welcome to Me (2014), Avengers : L'Ère d'Ultron (2015), Very Bad Dads (2015) et Very Bad Dads 2 (2017) mais aussi Le Fondateur (2016), L'Ombre d'Emily (2018), Green Book : Sur les routes du sud (2018), Hunter Killer (2018) et La Malédiction de la dame blanche (2019).

## Biographie
D'origine italienne, irlandaise, allemande et écossaise,, Linda Cardellini, née à Redwood City, en Californie, est la fille de Lorraine (née Herman), femme au foyer et de Wayne David Cardellini, homme d'affaires,.
Elle est la plus jeune des quatre enfants du couple. Elle a été élevée dans la religion catholique.
Elle fréquente l'Université Loyola Marymount aux côtés de Colin Hanks et Busy Philipps. Elle en ressort diplômée en arts du théâtre en 1997. En 2007, elle a été reconnue comme une « ancienne élève distinguée » par l'université.

### Vie privée
Elle a été en couple avec l'acteur Jason Segel qu'elle a rencontré d'abord sur le tournage d’Un cadavre sur le campus, puis ils se sont retrouvés sur le tournage de Freaks and Geeks, où ils étaient les acteurs principaux, mais se sont séparés. Ce dernier a écrit le scénario du film Sans Sarah, rien ne va !, dans lequel il joue, qui est inspiré de cette rupture.
Depuis 2009, elle est en couple avec Steve Rodriguez. Ils deviennent parents d'une fille nommée Lilah-Rose en février 2012.
Elle apprécie la peinture, particulièrement celle de Margaret Keane, et pratique les arts martiaux.

## Carrière

### Début de carrière (1994-1998)
Dès son arrivée à Los Angeles, Linda participe en 1994 au jeu télévisé The New Price Is Right, version américaine du Juste prix, dans lequel elle gagne une cheminée,.
Deux ans plus tard, elle commence une carrière à la télévision avec la série d'horreur pour enfants Bone Chillers, où elle incarne le rôle principal de Sarah. S'ensuivent plusieurs apparitions dans d'autres séries comme Troisième planète après le Soleil, Pacific Palisades, Clueless, Kenan et Kel et Incorrigible Cory, dans lequel elle tient le rôle récurrent de Lauren, potentiel intérêt amoureux du personnage principal de la série.
Elle a partagé la vedette dans la mini-série AMC The Lot en 1999 et a passé l'été en Europe dans le cadre d'une production itinérante de Lancelot, une tragédie néerlandaise du XIVe siècle.
Au cinéma, c'est en 1997 qu'elle fait ses débuts avec la comédie Good Burger, où elle incarne une jeune femme déséquilibrée mentale, suivi d'un petit rôle dans Un cadavre sur le campus, où elle forme un couple avec Jason Segel, avec qui elle sera en couple plus tard.

### Révélation à la télévision et percée au cinéma (1999-2008)

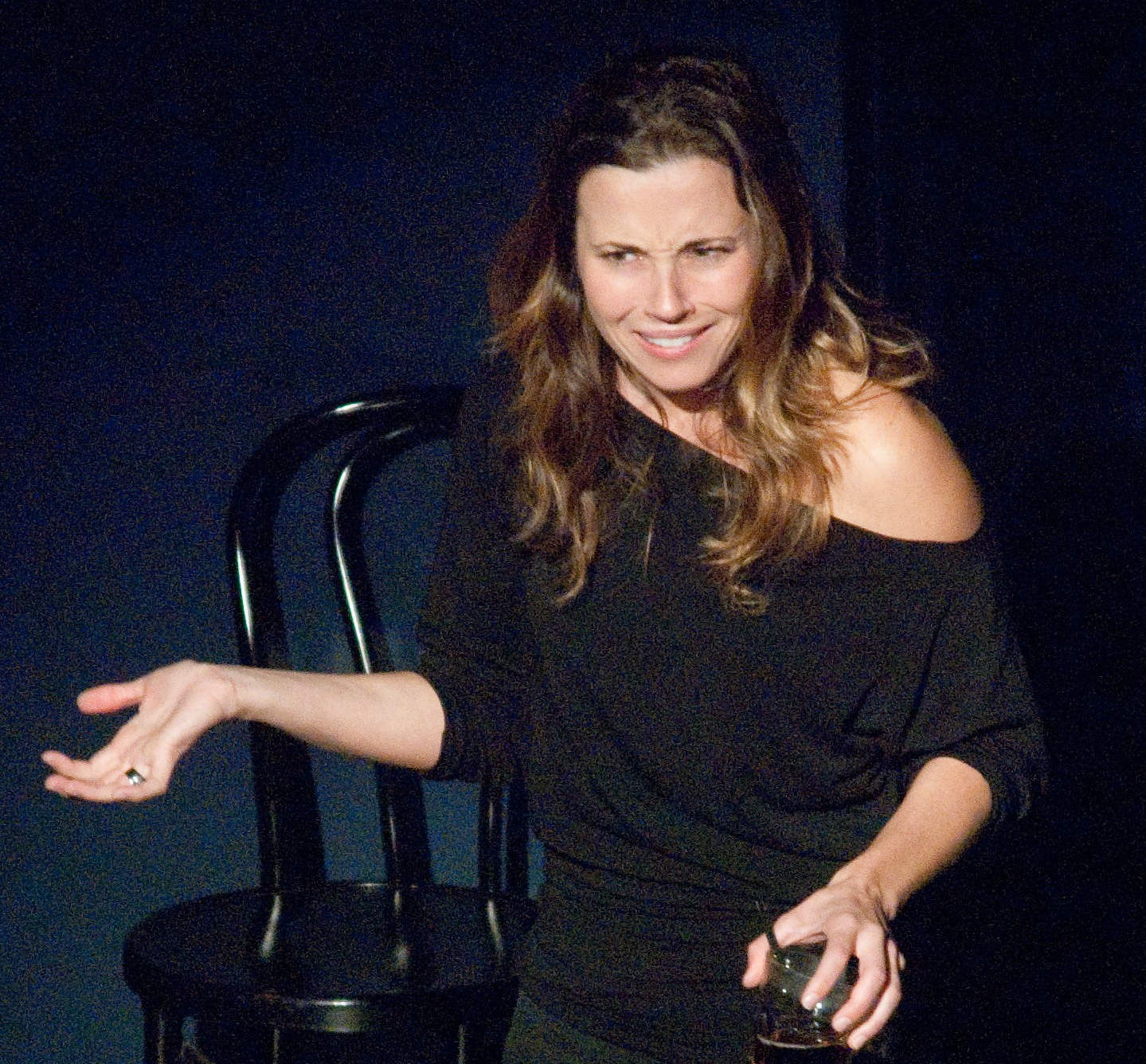
Linda Cardellini, lors d'une représentation sur scène, en 2010.

En 1999, Linda Cardellini obtient à vingt-quatre ans le premier rôle majeur dans sa carrière, celui de la lycéenne Lindsay Weir, qui vit une crise d'identité, dans la série Freaks and Geeks, créée par Paul Feig et produite par Judd Apatow. Appréciant le script après lecture car voyant quelque chose de « totalement différent » dans les rôles de filles qu'elle voyait à l'écran, elle parvient à décrocher le rôle face à Lauren Ambrose, qui était également en lice pour le rôle de Lindsay. Cardellini dira adorer son personnage, car elle est « si réflechie et intelligente » ainsi que la relation avec les parents de Lindsay. Elle partage la vedette de Freaks and Geeks aux côtés d'une nouvelle génération d'acteurs qui deviendront des années plus tard des vedettes du grand écran tels que James Franco, Jason Segel et Seth Rogen. Afin de rechercher les acteurs appropriés pour les rôles centraux, Apatow et Feig leur font passer des auditions peu conventionnelles où le candidat est moins là pour coller à un personnage pré-écrit que pour nourrir l’inspiration des auteurs.
La série est diffusée pour la première fois le 25 septembre 1999 sur le network NBC et connaît d'emblée un excellent accueil critique et la prestation de Cardellini est saluée,. Néanmoins, la série connaît une diffusion chaotique sur NBC, entraînant des divergences entre l'équipe de production et la direction de la chaîne, qui n'ont pas la même vision du show, qui présente de manière réaliste la vie d'adolescents ordinaires suivi de l'annulation de la série après une seule saison diffusée, qui n'a réuni que près 7 millions de téléspectateurs en moyenne alors que les deux séries phares de NBC à l'époque, Frasier et Friends totalisaient en moyenne plus de 14 millions de téléspectateurs. Au fil des années, Freaks and Geeks a acquis le statut de série culte et fait partie des meilleures séries de touts les temps de certains magazines tels que Time et TV Guide,,.
Deux ans après le succès d'estime de Freaks and Geeks, Linda Cardellini fait son retour sur grand écran d'abord avec un second rôle dans la comédie La Revanche d'une blonde, aux côtés de Reese Witherspoon. Bien que son agent lui ait dit qu'elle n'était pas obligé d'accepter ce second rôle, l'actrice aimait passer d'un personnage comme Lindsay Weir à celui de Chutney, mais aussi qu'elle trouvait le script « marrant ». Le film est à la fois un succès critique et public,. La même année, elle incarne la fille d'un psychiatre, joué par Andy García dans le thriller Sous le silence, qui n'est pas distribué en salles dans les pays anglophones, au contraire de certains pays européens et asiatiques, qui l'ont diffusé au cinéma.

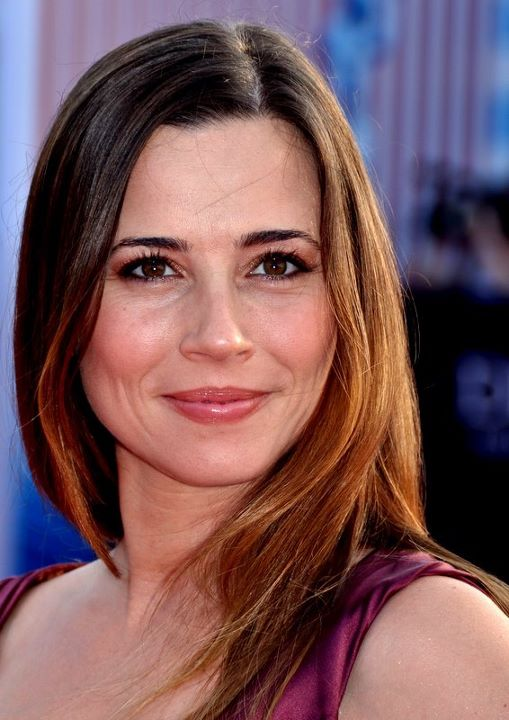
Linda Cardellini en 2011 au festival du cinéma américain de Deauville.

En 2002, elle obtient le rôle de Vera Dinkley dans l'adaptation cinématographique du dessin animé Scooby-Doo, dans lequel elle partage l'affiche avec Matthew Lillard, Freddie Prinze Jr et Sarah Michelle Gellar. Fan du dessin animé, elle auditionna pour le rôle, préparée et étant « la seule personne dans la salle d'attente remplie à porter un costume », elle parvient à l'obtenir malgré avoir pensé avoir raté son audition. Pour les besoins du tournage de ce film à gros budget, elle s'est installée en Australie pendant six mois, quittant famille, ami et petit ami, mais s'est « tellement amusée », mais a pris ce rôle « très au sérieux ». Mal reçu par la critique", Scooby-Doo est toutefois un énorme succès commercial avec plus de 275 millions de dollars de recettes mondiales. Elle reprendra ce rôle deux ans plus tard dans la suite.
C'est en 2003 qu'elle obtient le rôle qui la consacre définitivement, celui de l'infirmière Samantha Taggart dans la série médicale acclamée par le public et la critique Urgences. Voulant rester engagé dans le cinéma, elle reçoit un appel lui disant que le producteur John Wells veut la rencontrer pour lui confier un rôle dans la série, qu'elle n'a jamais vraiment regardé, lui expliquant qu'il s'agit « une femme qui avait un enfant quand elle était jeune… elle fuit quelque chose, elle est toujours en mouvement et elle va s'impliquer avec le médecin ». De retour chez elle, Cardellini regarde des épisodes d'Urgences, affirmant qu'elle n'avait « rien vu de tel à la télévision ». Pensant un temps ne faire qu'une année sur la série, car ne voulant pas « rester trop longtemps à faire une chose », elle est finalement convaincue à rester sur la série jusqu'à la fin de la série en 2009, considérant sa participation à Urgences comme l'une de ses expériences préférées.
En 2005, elle est à l'affiche de deux drames : elle rejoint la distribution prestigieuse du Secret de Brokeback Mountain, film primé aux Oscars où elle joue avec Jake Gyllenhaal et Heath Ledger ainsi qu'American Gun dans lequel elle évolue aux côtés de Tony Goldwyn, Marcia Gay Harden, Donald Sutherland et Forest Whitaker.

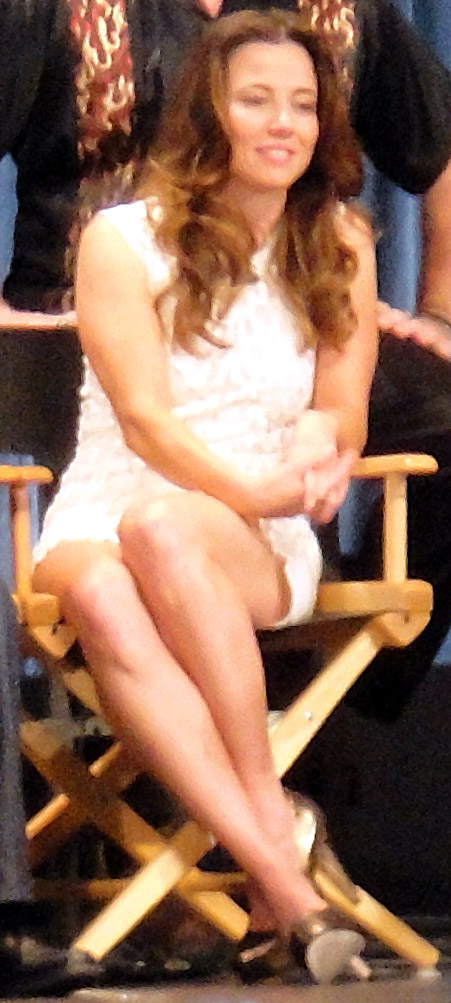
L'actrice au Paleyfest 2011.

Ensuite, elle alterne en jouant pour la télévision avec la mini-série Comanche Moon, de Simon Wincer, sans en délaisser le cinéma : Sort en 2006, la comédie Le Garçon à mamie avec Allen Covert et Shirley Jones, mais cette production est laminée par la critique. La même année, elle figure à la 93e place du classement des 100 femmes les plus sexy du monde, selon le magazine FHM.
Enfin, en 2008, elle joue un second rôle dans le thriller The Lazarus Project porté par le regretté Paul Walker.

### Diversification et retour au premier plan (depuis 2010)

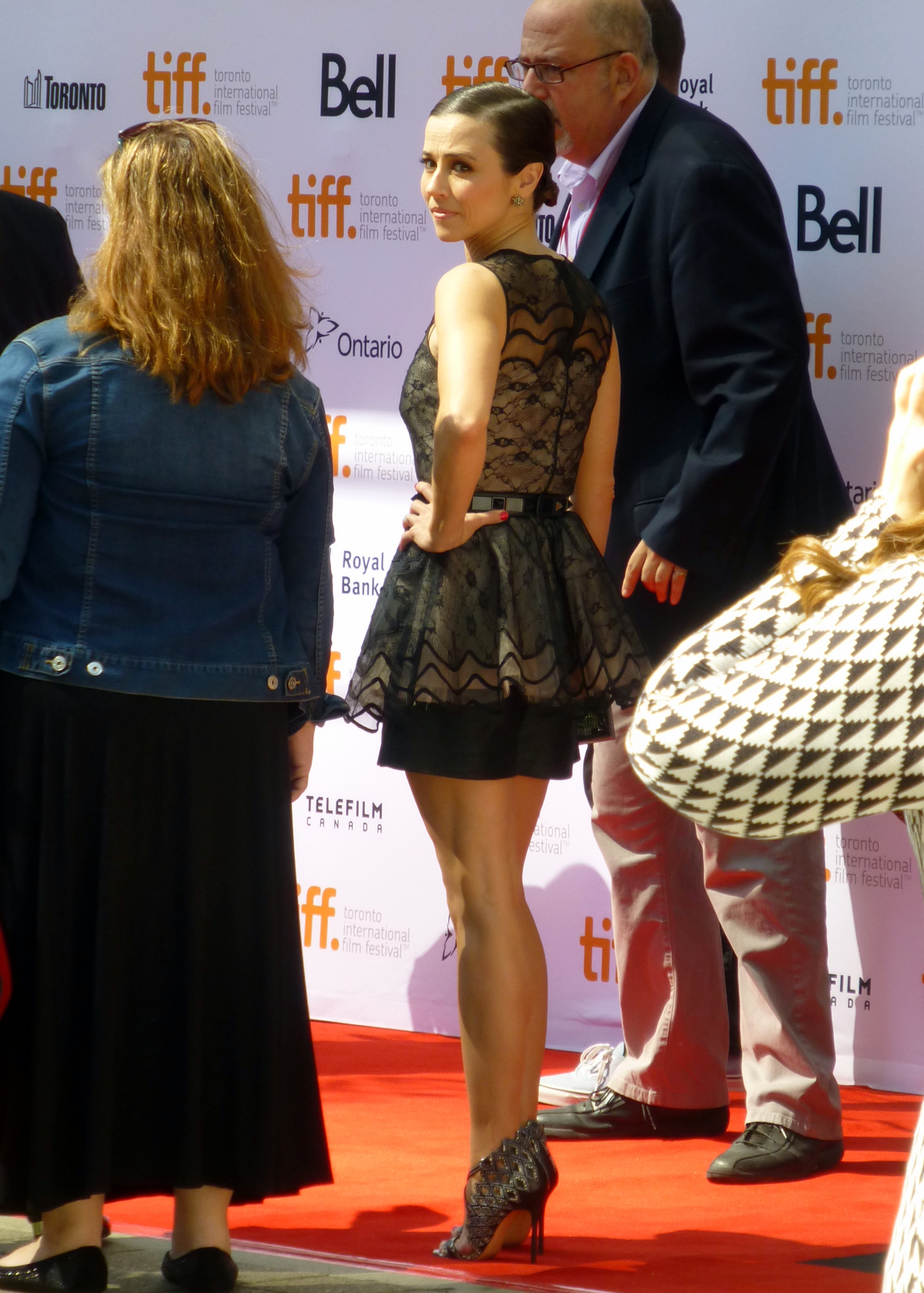
Au Festival international du film de Toronto 2014, pour Welcome to Me.

Après l'arrêt d'Urgences, elle prête sa voix au personnage de Bliss Goode dans la série d'animation The Goode Family, annulé au bout d'une saison.
En 2010 et 2011, Linda Cardellini est revenu sur la scène avec le groupe de comédie Dr. God à Los Angeles et San Francisco,.

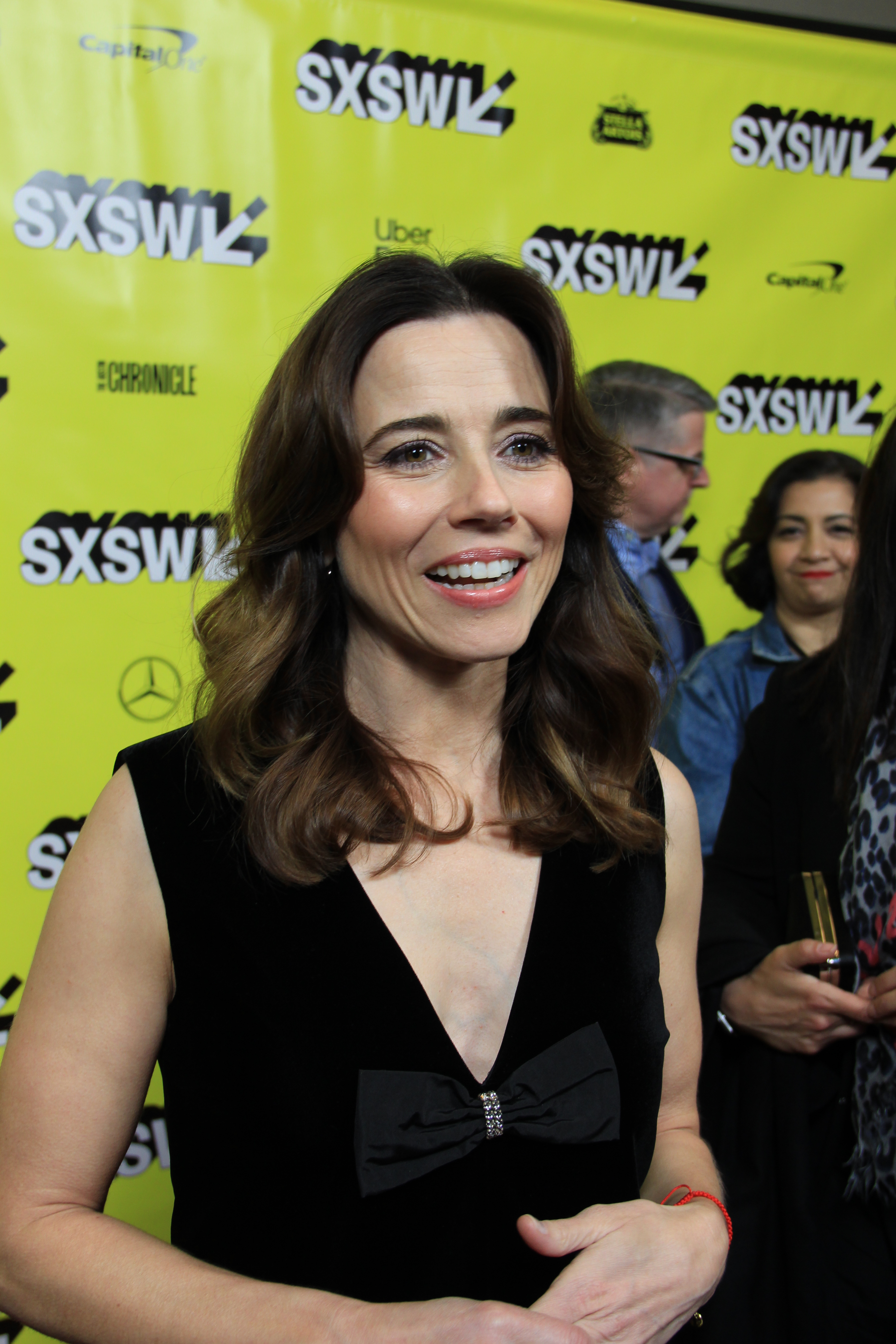
Cardellini au South by Southwest en 2019.

En 2011, elle tient le rôle principal, celui d'une jeune femme de retour dans son village après un devoir militaire, dans le drame indépendant Return, où elle livre une performance acclamée par la critique. La même année, elle apparaît dans un des premiers épisodes de la série d'action et d'anticipation Person of Interest.
Parallèlement à ces rôles, elle continue à participer de façon constante à de nombreuses séries d'animation. De 2012 à 2016, elle a été la voix de Wendy sur l'émission Disney Channel, Souvenirs de Gravity Falls.
Elle opère un retour remarqué en 2013, en décrochant le rôle d'un personnage récurrent dans la sixième saison de l'acclamée série dramatique Mad Men. Le rôle de Sylvia Rosen lui permet de changer la perception des professionnels et du public vis-à-vis d'elle, en interprétant une femme mariée torturée, et trompant son mari avec le héros. Sa prestation est largement saluée par la critique, et lui vaut une nomination aux Emmy Awards.
En 2014, elle apparaît dans trois épisodes de New Girl, où, en jouant la sœur délurée de la sage héroïne de la série, elle rappelle qu'elle est aussi taillée pour la comédie, et bien capable de jouer des rôles de jeune femme contemporaine. Au cinéma, la même année, elle joue aux côtés de Kristen Wiig et James Marsden dans la comédie indépendante Welcome to Me.
En 2015, elle partage l'affiche de la nouvelle série dramatique de Netflix, Bloodline, avec Kyle Chandler et Ben Mendelsohn. La série est très bien reçue par la critique et rapidement renouvelée pour une seconde saison. Elle s'arrête à l'issue de la saison trois, diffusée en 2017, tout en offrant une réelle conclusion pour les fans.
La même année, elle apparaît dans le blockbuster de Marvel Studios Avengers : L'Ère d'Ultron (Avengers: Age of Ultron), où elle joue la compagne du personnage de Hawkeye, interprété par Jeremy Renner, puis dans la comédie Very Bad Dads, portée par Mark Wahlberg et Will Ferrell. Mal reçu par la critique, le film remporte néanmoins un succès auprès du public, qui lui permet de produire une suite, deux ans plus tard.
En 2016, elle est le premier rôle féminin du film biographique salué par la critique Le Fondateur de John Lee Hancock avec Michael Keaton. L'année suivante, elle est à l'affiche de la comédie dramatique Austin Found avec Skeet Ulrich et Craig Robinson et elle retrouve son personnage de Sara pour Very Bad Dads 2.
En 2018, elle est à l'affiche de trois longs métrages : d'abord la comédie noire L'Ombre d'Emily portée et popularisée par le duo d'actrices Anna Kendrick et Blake Lively et pour lequel elle retrouve Paul Feig, elle est l'un des rares rôles féminins du film d'action Hunter Killer avec Gerard Butler et Gary Oldman mais surtout, elle seconde le tandem Viggo Mortensen et Mahershala Ali, acclamé par la critique dans le drame Green Book : Sur les routes du sud. Elle incarne l'épouse de Tony Lip (interprété par Mortensen). Dès sa sortie, le film remporte un excellent accueil critique et mais aussi public, ce qui lui vaut d'obtenir l'Oscar du meilleur film.
En 2019, elle apparaît brièvement dans Avengers : Endgame. Mais elle rejoint surtout, aux côtés de James Marsden dans l'un des rôles principaux, la série télévisée Dead to Me de la plateforme Netflix,,, pour lequel elle fait ses débuts de productrice. Elle y incarne Judy, un esprit libre cachant un lourd secret qui est la meilleure amie de Jen, jouée par Christina Applegate, une veuve qui se remet difficilement de son deuil. Seulement un mois après sa sortie sur la plateforme de streaming et saluée par les critiques,,, la série est renouvelée pour une saison 2.
Au cinéma, elle est la vedette du film d'horreur à petit budget La Malédiction de la dame blanche, issu de l'univers Conjuring. Le film divise la critique mais sa performance lui vaut tout de même une citation lors des MTV Movie & TV Awards 2019. De plus, le film est un succès commercial. Elle rejoint ensuite Tom Hardy dans le film centré sur Al Capone, réalisé par Josh Trank intitulé Capone, elle y incarne Mae Capone.
Lors de la 72e cérémonie des Primetime Emmy Awards, elle est nommée pour l’Emmy Awards de la meilleure actrice dans une série télévisée comique grâce à sa performance dans la saison 2 de Dead To Me, qui est renouvelée pour une troisième et dernière saison par Netflix.

## Filmographie

### Cinéma

#### Longs métrages
- 1997 : Good Burger de Brian Robbins : Heather
- 1998 : Un cadavre sur le campus (Dead Man on Campus) de Alan Cohn : Kelly
- 1998 : Strangeland de John Pieplow : Genevieve Gage
- 1999 : Le Prince et le Surfer (The Prince and the Surfer) de Arye Gross et Gregory Gieras : Melissa
- 2001 : La Revanche d'une blonde (Legally Blonde) de Robert Luketic : Chutney Windham
- 2001 : Sous le silence (The Unsaid) de Tom McLoughlin : Shelly Hunter
- 2002 : Scooby-Doo de Raja Gosnell : Vera Dinkley
- 2004 : Scooby-Doo 2 : les monstres se déchaînent (Scooby Doo 2: Monsters Unleashed) de Raja Gosnell : Vera Dinkley
- 2004 : Jiminy Glick in Lalawood de Vadim Jean : Natalie Coolidge
- 2004 : LolliLove de Jenna Fischer : Linda
- 2005 : Le Secret de Brokeback Mountain (Brokeback Mountain) d'Ang Lee : Cassie Cartwright
- 2005 : American Gun d'Aric Avelino : Mary Ann Wilk
- 2006 : Le Garçon à mamie (Grandma's Boy) de Nicholaus Goossen : Samantha
- 2008 : Le projet Lazarus (The Lazarus Project) de John Glenn : Julie
- 2010 : Super de James Gunn : L'employée du magasin d'animaux
- 2011 : Irish Gangster (Kill the Irishman) de Jonathan Hensleigh : Joan Madigan
- 2011 : All-Star Superman de Sam Liu : Nasthalthia (voix)
- 2011 : Return de Liza Johnson : Kelli
- 2014 : Welcome to Me de Shira Piven (en) : Gina
- 2015 : Avengers : L'Ère d'Ultron (Avengers: Age of Ultron) de Joss Whedon : Laura Barton
- 2015 : Very Bad Dads de Sean Anders : Sarah Whitaker
- 2016 : Le Fondateur (The Founder) de John Lee Hancock : Joan Smith
- 2017 : Austin Found de Will Raée : Leanne Wilson
- 2017 : Very Bad Dads 2 (Daddy's Home 2) de Sean Anders : Sarah Whitaker
- 2018 : L'Ombre d'Emily (A Simple Favor) de Paul Feig : Diana Hyland
- 2018 : Green Book : Sur les routes du sud (Green Book) de Peter Farrelly : Dolores Vallelonga
- 2018 : Hunter Killer de Donovan Marsh : Jayne Norquist
- 2019 : La Malédiction de la dame blanche (The Curse of La Llorona) de Michael Chaves : Anna Garcia
- 2019 : Avengers : Endgame d'Anthony et Joe Russo : Laura Barton
- 2020 : Capone de Josh Trank : Mae Capone
- 2023 : Les Gardiens de la Galaxie Vol. 3 (Guardians of the Galaxy Vol.3) de James Gunn : Lylla (voix et capture de mouvement)
- 2024 : Nutcrackers de David Gordon Green : Gretchen
- 2025 : Nonnas de Stephen Chbosky : Olivia

#### Courts métrages
- 2003 : Certainly Not a Fairytale de Vivi Friedman : Adelle / Writer
- 2010 : Gleeclipse de Elizabeth Beckwith et Brian Poth : Coach

### Télévision

#### Séries télévisées
- 1996 : Bone Chillers : Sarah (10 épisodes)
- 1997 : Troisième planète après le Soleil (3rd Rock from the Sun) : Lorna
- 1997 : Brentwood (Pacific Palisades) : Sara
- 1997 : Clueless : Oddrey
- 1997 : Notre belle famille (Step by Step) : Cassie Evans
- 1998 : Kenan et Kel : Becky (1 épisode)
- 1998 : Promised Land : Amber (1 épisode)
- 1998 - 1999 : Incorrigible Cory (Boy Meets World) : Lauren
- 1998 - 1999 : Guys Like Us : Jude
- 1999 : The Lot : June Parker
- 1999 - 2000 : Freaks and Geeks : Lindsay Weir
- 2003 : La Treizième Dimension (The Twilight Zone) : Allison 'Ali' Warner
- 2003 - 2009 : Urgences (ER) : Samantha "Sam" Taggart
- 2005 - 2022 : Robot Chicken : Velma Dinkley / Sophia Petrillo / Mom McStuffins (voix)
- 2007 : Human Giant : Melody Richards
- 2008 : Comanche Moon : Clara Forsythe
- 2009 : The Goode Family : Bliss Goode (voix)
- 2011 - 2013 : Scooby-Doo : Mystères associés (Scooby-Doo ! Mystery Incorporated) : Marcy "Hot Dog Water" Fleach / Dark Lilith (voix)
- 2012 : Person of Interest : Megan Tillman
- 2012 - 2015 : Regular Show : C. J. (voix)
- 2012 - 2016 : Souvenirs de Gravity Falls (Gravity Falls) : Wendy Corduroy (voix)
- 2013 : Out There : Sharla (voix)
- 2013 - 2015 : Mad Men : Sylvia Rosen
- 2013 - 2016 : Sanjay and Craig : Megan Sparkles (voix)
- 2014 : New Girl : Abby Day
- 2014 : Fixin' It with Soos : Wendy Corduroy (voix)
- 2014 : Mabel's Scrapbook : Wendy Corduroy (voix)
- 2015 - 2017 : Bloodline : Meg Rayburn
- 2019 - 2022 : Dead to Me : Judy Hale (également productrice saison 1, co-productrice déléguée saison 2)
- 2021 : Hawkeye : Laura Barton
- 2024 : No Good Deed : Margo Starling
- 2024 : Creature Commandos : Elizabeth Bates

#### Téléfilm
- 1999 : Dying to Live (de) de Rob Hedden : Leslie Chambers

### Jeux vidéo
- 2004 : Scooby Doo 2: Monsters Unleashed : Véra Dinkley (voix)
- 2012 : Lollipop Chainsaw : Cordelia (voix)

### Clips vidéo
- 2002 : Land of a Million Drums de OutKast[53]

## Distinctions

### Récompenses
- 2009 : Icon Award[b] au TV Land Awards pour Urgences
- Behind the Voice Actors Awards 2012 : meilleure performance de doublage par une distribution dans un téléfilm, un direct to DVD ou un court métrage pour All-Star Superman
- Prism Awards 2013 : meilleure actrice pour Return

### Nominations
- Online Film & Television Association 2000 : meilleure actrice dans une nouvelle série télévisée comique pour Freaks and Geeks
- 2005 : Gotham Awards de la meilleure distribution d'ensemble[c] pour Le Secret de Brokeback Mountain
- Gold Derby Awards 2006 : meilleure distribution pour Le Secret de Brokeback Mountain
- Screen Actors Guild Awards 2006 : meilleure distribution pour Le Secret de Brokeback Mountain
- Online Film & Television Association 2008 : meilleure actrice dans un second rôle dans une série télévisée dramatique pour Urgences
- Behind the Voice Actors Awards 2013 : meilleure performance de doublage féminin dans une série télévisée comique ou musicale pour Souvenirs de Gravity Falls
- Primetime Emmy Awards 2013 : meilleure actrice invitée dans une série télévisée dramatique pour Mad Men
- Film Independent's Spirit Awards 2013 : meilleure actrice pour Return
- Online Film & Television Association 2013 : meilleure actrice invitée dans une série télévisée dramatique pour Mad Men
- Behind the Voice Actors Awards 2014 : meilleure performance de doublage féminin dans un second rôle dans une série télévisée comique ou musicale pour Souvenirs de Gravity Falls
- Behind the Voice Actors Awards 2015 :
  - meilleure performance de doublage par une distribution dans une série télévisée comique ou musicale pour Souvenirs de Gravity Falls
  - meilleure performance de doublage féminin dans un second rôle dans une série télévisée comique ou musicale pour Regular Show
- Behind the Voice Actors Awards 2016 : meilleure performance de doublage par une distribution dans une série télévisée pour Souvenirs de Gravity Falls
- MTV Movie & TV Awards 2019 : performance la plus effrayante pour La Malédiction de la dame blanche
- Primetime Emmy Awards 2020 : Meilleure actrice dans une série télévisée comique pour Dead to Me
- Screen Actors Guild Awards 2021 : Meilleure actrice dans une série comique pour Dead to Me

## Voix francophones
En France, Linda Cardellini est régulièrement doublée par Julie Turin depuis la série Urgences. En parallèle, elle fût doublée par Laurence Dourlens et Déborah Perret à quatre reprises et ces dernières années, à trois occasions, par Pascale Chemin.
Au Québec, Julie Burroughs est la voix régulière de l'actrice.
En France
| - Julie Turin dans : - Urgences (série télévisée) - The Lazarus Project - Person of Interest (série télévisée) - Mad Men (série télévisée) - Bloodline (série télévisée) - La Malédiction de la dame blanche - Le Nouveau Muppet Show (en) (série télévisée) - Derrière la façade (en) (série télévisée) - Laurence Dourlens, dans : - Incorrigible Cory (série télévisée) - Dying to Live (téléfilm) - Very Bad Dads - Very Bad Dads 2 - Déborah Perret dans : - L'Ombre d'Emily - Hunter Killer - Green Book - Capone - Pascale Chemin dans : - Kill the Irishman - New Girl (série télévisée) - Dead to Me (série télévisée) | - Hélène Bizot dans : - Avengers : L'Ère d'Ultron - Le Fondateur - Marie Chevalot dans : - Avengers: Endgame - Hawkeye (mini-série) Et aussi - Martine Regnier dans Notre belle famille (série télévisée) - Sophie Gormezano dans Freaks and Geeks (série télévisée) - Magali Barney dans La Treizième Dimension (série télévisée) - Céline Mauge dans Sous le silence - Laurence Charpentier dans La Revanche d'une blonde - Chantal Macé dans Scooby-Doo - Patricia Legrand dans Scooby-Doo 2 : Les monstres se déchaînent - Julia Vaidis-Bogard dans Le Secret de Brokeback Mountain - Delphine Moriau dans Crazy Party - Marie Diot dans Les Gardiens de la Galaxie Vol. 3 |

Au Québec
- Julie Burroughs[57] dans :
  - Scooby-Doo
  - Scooby-Doo 2 : Monstres en liberté
  - Le Retour de Papa
  - Le Retour de Papa 2
  - Opération Hunter-Killer
  - Le Livre de Green
  - La Malédiction de la Llorona
- Rose-Maïté Erkoreka[57] dans :
  - Avengers : L'Ère d'Ultron
  - Hawkeye (mini-série)

Et aussi
- Marion Arsenault dans Le Garçon à mamie[57]
- Lisette Dufour dans Blonde et légale[57]
- Pascale Montreuil dans Le Projet Lazarus[57]